# Culture (zespół muzyczny)
Culture – jamajska grupa wykonująca roots reggae, założona w 1976 roku. Z początku działała pod nazwą African Disciples. Debiutowali w 1977 płytą Two Sevens Clash, która została okrzyknięta płytą roku 1977.

## Dyskografia
- Two Sevens Clash (1977)
- Baldhead Bridge (1978)
- Africa Stand Alone (1978)
- Harder Than the Rest (1978)
- Culture in Dub: 15 Dub Shots (1978)
- Cumbolo (1979)
- International Herb (1979)
- More Culture (1981)
- Lion Rock (1982)
- Culture at Work (1986)
- Culture in Culture (1986)
- Nuff Crisis (1988)
- Good Things (1989)
- Rare and Unreleased Dub (1989)
- Three Sides to My Story (1991)
- Wings of a Dove (1992)
- Trod On (1993)
- One Stone (1996)
- Stoned (1997)
- Trust Me (1997)
- Cultural Livity: Culture Live '98 (Live) (1998)
- Payday (2000)
- Humble African (2000)
- Scientist Dubs Culture into a Parallel Universe (2000)
- Live in Africa (2002)
- Live in Negril (2003)
- World Peace (2003)
- Pass the Torch (2007)